# ويليام باتريك
ويليام باتريك هو غطاس كندي، ولد في 19 ديسمبر 1931.

## وصلات خارجية
- ويليام باتريك على موقع الاتحاد الدولي للسباحة (الإنجليزية)
- ويليام باتريك على موقع اللجنة الأولمبية الدولية (الإنجليزية)
- ويليام باتريك على موقع أوليمبيديا (الإنجليزية)
- ويليام باتريك على موقع اللجنة الأولمبية الكندية (الإنجليزية)